# Ryan Robbins
Ryan Robbins, geboren als Ryan John Currier (Victoria, 26 november 1971), is een Canadees acteur. Hij won in zowel 2005 (voor de kortfilm Man Feel Pain), 2008 (voor een gastrol in de dramaserie jPod), 2009 (voor zijn hoofdrol in de sciencefictionserie Sanctuary), 2011 (nogmaals voor Sanctuary) als 2012 (voor zijn hoofdrol in de misdaad-dramafilm Marilyn) een Leo Award. Robbins maakte in 1997 zijn film- en acteerdebuut als Simon Leigh in de muzikale dramafilm Horsey. Naast filmpersonages speelt hij wederkerende rollen in meer dan vijftien televisieseries, waarvan die in Sanctuary, The Guard en Falling Skies het omvangrijkst zijn.

## Filmografie
*Exclusief televisiefilms
| - Reasonable Doubt (2014) - Kill for Me (2013) - Cold Blooded (2012) - Everything and Everyone (2011) - Marilyn (2011) - Apollo 18 (2011) - Vampire (2011) - Wrecked (2010) - Unrivaled (2010) - Leslie, My Name Is Evil (2009) - Smile of April (2009) - Passengers (2008) - Sheltered Life (2008) | - Aliens vs. Predator: Requiem (2007) - Taming Tammy (2007) - The Cabin Movie (2005) - Catwoman (2004) - Walking Tall (2004) - Paycheck (2003) - Stark Raving Mad (2002) - Liberty Stands Still (2002) - L.A.P.D.: To Protect and to Serve (2001) - Turbulence 3: Heavy Metal (2001) - Late Night Sessions (1999) - Horsey (1997) |

## Televisieseries
*Exclusief eenmalige gastrollen
- Republic of Doyle - Callum Pardy (2013, vijf afleveringen)
- The Killing - Joe Mills (2013, vijf afleveringen)
- Falling Skies - Tector (2012-2013, veertien afleveringen)
- Hell on Wheels - Hawkins (2012, twee afleveringen)
- Sanctuary - Henry Foss (2008-2011, 59 afleveringen)
- Caprica - Diego (2010, vier afleveringen)
- Riese - Rand (2010, drie afleveringen)
- The Guard - Wendell Linham (2008-2009, zestien afleveringen)
- Battlestar Galactica - Charlie Connor (2006-2009, zeven afleveringen)
- jPod - Alistair Parish (2008, vier afleveringen)
- Sanctuary - Henry Foss (2007, twee afleveringen - miniserie)
- Stargate Atlantis - Ladon Radim (2004-2006, vijf afleveringen)
- Alice, I Think - Bob (2006, dertien afleveringen)
- Blade: The Series - Sands (2006, twee afleveringen)
- The Days - Mr. Marley (2004, twee afleveringen)
- Kingdom Hospital - Dave Hooman (2004, drie afleveringen)
- Battlestar Galactica - Armistice Officer (2003, twee afleveringen - miniserie)
- Smallville - Louis (2003, seizoen 3, 1 aflevering)
- Dark Angel - Arnie Haas (2000-2001, twee afleveringen)
- Seven Days - Red (1998-1999, twee afleveringen)

## Privé
Robbins trouwde in 2002 met actrice Rebecca Reichert, met wie hij in 2004 een dochter kreeg. Het huwelijk strandde in 2010.
- Bibliothèque nationale de France: cb165985210 (data)
- International Standard Name Identifier: 0000 0003 6361 4790
- Library of Congress Control Number: no2012000411
- Système universitaire de documentation: 164237410
- Virtual International Authority File: 227754586
- WorldCat: E39PBJbM68yMFwYdmp46KB9qwC